# 홈스군 (오하이오주)

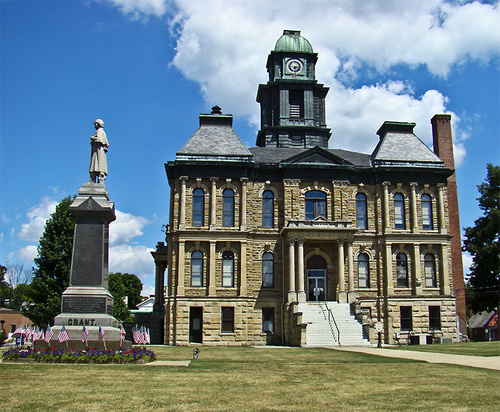

홈스군(Holmes County)은 미국 오하이오주에 있는 카운티로, 1824년 1월 20일 설립되었다. 총 면적 1,098km2 중 1,096km2가 육지로 이루어져 있으며, 행정중심지이자 가장 큰 도시는 밀러스버그이다. 북쪽으로 웨인 카운티, 북동쪽으로 스타크 카운티, 동쪽으로 투스카라와스 카운티, 남쪽으로 코스혹튼 카운티, 남서쪽으로 녹스 카운티, 북서쪽으로 애슐랜드 카운티가 경계를 이룬다. 아미시 교파에 속한 정착민들이 세계에서 가장 많이 거주하고 있고, 이로 인해 형성된 관광업이 지역 경제의 주요 근간을 이루고 있다. 지명은 1812년 전쟁에서 전사한 앤드류 홈스 장교의 이름에서 유래했다. 볼틱, 홈스빌, 킬벅, 밀러스버그, 내시빌 등의 마을, 베를린, 빅 프레리, 참, 레이크빌, 마운트 호프, 월넛 크리크 등의 미 편입 공동체 및 타운십 킬벅, 녹스, 프레리, 리칠랜드, 워싱턴이 있다.

## 인구
| 인구조사                                                      | 인구   | Note  | %±     |
| ------------------------------------------------------------- | ------ | ----- | ------ |
| 1830년                                                        | 9,135  |       | —      |
| 1840년                                                        | 18,088 |       | 98.0%  |
| 1850년                                                        | 20,452 |       | 13.1%  |
| 1860년                                                        | 20,589 |       | 0.7%   |
| 1870년                                                        | 18,177 |       | −11.7% |
| 1880년                                                        | 20,776 |       | 14.3%  |
| 1890년                                                        | 21,139 |       | 1.7%   |
| 1900년                                                        | 19,511 |       | −7.7%  |
| 1910년                                                        | 17,909 |       | −8.2%  |
| 1920년                                                        | 16,965 |       | −5.3%  |
| 1930년                                                        | 16,726 |       | −1.4%  |
| 1940년                                                        | 17,876 |       | 6.9%   |
| 1950년                                                        | 18,760 |       | 4.9%   |
| 1960년                                                        | 21,591 |       | 15.1%  |
| 1970년                                                        | 23,024 |       | 6.6%   |
| 1980년                                                        | 29,416 |       | 27.8%  |
| 1990년                                                        | 32,849 |       | 11.7%  |
| 2000년                                                        | 38,943 |       | 18.6%  |
| 2010년                                                        | 42,366 |       | 8.8%   |
| 2019 (추산)                                                   | 43,960 | [ 1 ] | 3.8%   |
| U.S. Decennial Census 1790-1960 1900-1990 1990-2000 2010-2019 |        |       |        |